# Anaxipha kilimandjarica
Anaxipha kilimandjarica is een rechtvleugelig insect uit de familie krekels (Gryllidae). De wetenschappelijke naam van deze soort is voor het eerst geldig gepubliceerd in 1910 door Sjöstedt.